# Salomon Folcheri (Uplandus)
Salomon Folcheri, kallad Upplandus, död 1643 i Visingsö, var en svensk kyrkoherde i Visingsö församling. Han var den förste prost över Visingsborgs grevskap.

## Biografi
Salomon Folcheri, även kallad Uplandus, var präst i Magnus Brahes hov. Han blev 28 augusti 1614 kyrkoherde i Visingsö församling. Folcheri blev 1637 den förste prosten över Visingsborgs grevskap. Han gifte sig med Mariana Johansdotter. De fick tillsammans en dotter (död 1613) och sonen Magnus som 1637 blev komminister i församlingen. Folcheri avled 1643 i Visingsö. En gravsten över honom, hustrun och hans dotter finns i Brahekyrkans vapenhus.